# Mariano Mignini
Mariano Nicolás Mignini (Mar del Plata, Provincia de Buenos Aires, Argentina, 11 de octubre de 1975) es un exfutbolista argentino. Jugaba de mediocampista y militó en diversos clubes de Argentina y Chile.

## Clubes
| Club                        | País      | Año         |
| --------------------------- | --------- | ----------- |
| Gimnasia y Esgrima La Plata | Argentina | 1996 - 1997 |
| Estudiantes de La Plata     | Argentina | 1997 - 2000 |
| Audax Italiano              | Chile     | 2000        |
| Chacarita Juniors           | Argentina | 2001 - 2004 |
| Argentinos Juniors          | Argentina | 2004 - 2005 |
| Chacarita Juniors           | Argentina | 2005 - 2006 |
| Aldosivi de Mar del Plata   | Argentina | 2006 - 2008 |